# Dickleburgh and Rushall
Dickleburgh and Rushall – gmina (civil parish) w Anglii, w hrabstwie Norfolk, w dystrykcie South Norfolk. Leży 31 km na południe od Norwich i 131 km na północny wschód od Londynu.
Miejscowość liczy 1356 mieszkańców.